# Chorthippus albomarginatus
Chorthippus albomarginatus, también conocido como saltamontes menor de los pantanos, es un saltamontes común de los pastizales europeos, tanto húmedos-pantanosos como (a pesar de su nombre) secos, incluidos los hábitats costeros y de las marismas saladas.

## Distribución
El área de distribución del saltamontes menor se extiende desde Finlandia y el sur de Escandinavia hasta el norte de España y sur de Italia. En Reino Unido inicialmente se encontraba sólo en la zona meridional, pero en la actualidad se está expandiendo hacia el norte.

## Descripción
Las hembras crecen hasta aproximadamente 20 milímetros y son más grandes que los machos que crecen hasta aproximadamente 15 mm. La hembra casi siempre tiene una raya blanca longitudinal en el ala, mientras que el macho rara vez la tiene.
La región detrás de la cabeza se conoce como quillas laterales pronotales y las barras son aproximadamente paralelas en esta especie. Aunque es bastante similar, se puede distinguir del saltamontes Chorthippus parallelus, que también tiene quillas laterales pronotales rectas, por una serie de características. Éstas incluyen su capacidad para volar, una franja blanca en el ala de la hembra y un hocico más puntiagudo. A menudo tiende a tener colores menos brillantes y más marrón pajizo que Chorthippus parallelus.
Ambos sexos pueden tener un color extremadamente variable, de verde a marrón.

## Sonidos y reproducción
Su sonido es muy similar a Chorthippus brunneus, aunque quizás un poco más lenta, con 2 a 6 chirridos que duran aproximadamente medio segundo cada uno. Puede haber una 'canción de alternancia' entre machos competidores. Las hembras ponen huevos en la base de las hojas de la hierba.